# Сангибуту

Сангибуту находится у озера Урмия

Сангибуту — древняя область к северу от озера Урмия, с центром в городе Урху (Улху). Необходимо отметить, что Я. А. Манандян локализует Сангибуту к «северу от реки Зенис» и северо-востоку от озера Ван. Вопрос локализации до сих пор вызывает споры. Названа по имени хурритского племени Сангибуту, обитавшего там.

## История
Большей частью была независимой или была в зависимости от урартского (араратского) царства Биайнили, позже от североиранских кочевников скифов (Ашгузай, Аскeназ), которые пройдя по западному берегу Каспийского моря захватили юго-восточный Кавказ, включая юго-восточную Армению (будущие Арцах, Сюник, Нахичеван), а также Мидию и Матиену, в то время как их сородичи киммерийцы прошли по черноморскому побережью Кавказа и заняли юго-западный Кавказ, северную Армению и области северо-восточной и центральной Малой Азии. В северной Армении от киммерийцев (Гамирк, по-армянски) сохранился топономим в названии города Гюмри (Кумайри). Столица области Сангибуту подвергалась опустошительным нашествиям ассирийцев. Затем область Сангибуту была в составе царства Матиена, а потом в составе Мидии или на окраине Атропатены. Со времён царя Арташеса в составе Армянского царства.
Северная часть Сангибуту, с её древним центром Урху, оказалась впоследствии частью армянского княжества Парспатуник, область Маранд.

## Комментарии
1. ↑  Известно о захвате Сангибуту царём Менуа (810—786 годы до н. э.).